# Крестиново (Брестская область)
Крестиново (бел. Красцінава) — деревня в Дрогичинском районе Брестской области Белоруссии. Входит в состав Осовецкого сельсовета.

## География
Деревня находится в южной части Брестской области, при автодороге Н-638, на расстоянии приблизительно 12 километров (по прямой) к юго-востоку от города Дрогичина, административного центра района. Абсолютная высота — 146 метров над уровнем моря. Площадь населённого пункта — 0,4924 км².

## История
В письменных источниках начинает упоминаться начиная с XIX века.
По состоянию на 1905 год, в Кристинове проживало 265 человек. В административном отношении деревня входила в состав Вороцевичской волости Кобринского уезда Гродненской губернии.
Согласно Рижскому мирному договору (1921), деревня вошла в состав межвоенной Польши. Входила в состав гмины Вороцевиче Дрогичинского повета Полесского воеводства. В 1921 году числилось 165 жителей, проживавших в 46 домах. В этническом составе населения того периода поляки составляли 100 %. В конфессиональном составе населения преобладали православные христиане (95,8 %).
С 1939 года в БССР, с 1940 года в составе Осовецкого сельсовета.

## Население
По данным переписи 2019 года, в деревне проживало 17 человек.
| Год  | Население, человек |
| ---- | ------------------ |
| 1905 | 265                |
| 1921 | ↘ 165              |
| 1939 | ↗ 315              |
| 1960 | ↘ 296              |
| 1970 | ↘ 259              |
| 1995 | ↘ 106              |
| 2005 | ↘ 71               |
| 2009 | ↘ 42               |
| 2019 | ↘ 17               |